# Beyeria calycina
Beyeria calycina är en törelväxtart som beskrevs av Airy Shaw. Beyeria calycina ingår i släktet Beyeria och familjen törelväxter. Inga underarter finns listade i Catalogue of Life.